# Inre Nästräsket
Inre Nästräsket är en sjö i Arvidsjaurs kommun i Lappland och ingår i Piteälvens huvudavrinningsområde. Sjön har en area på 0,627 kvadratkilometer och ligger 190 meter över havet.

## Delavrinningsområde
Inre Nästräsket ingår i det delavrinningsområde (731980-169287) som SMHI kallar för Utloppet av Inre Nästräsket. Medelhöjden är 205 meter över havet och ytan är 3,42 kvadratkilometer. Räknas de 2 avrinningsområdena uppströms in blir den ackumulerade arean 7,14 kvadratkilometer. Vattendraget som avvattnar avrinningsområdet har biflödesordning 3, vilket innebär att vattnet flödar genom totalt 3 vattendrag innan det når havet efter 111 kilometer. Avrinningsområdet består mestadels av skog (52 procent) och sankmarker (19 procent). Avrinningsområdet har 0,62 kvadratkilometer vattenytor vilket ger det en sjöprocent på 18,2 procent.